# Blabicentrus angustatus
Blabicentrus angustatus là một loài bọ cánh cứng trong họ Cerambycidae.